# Sint-Genovevakerk (Zepperen)

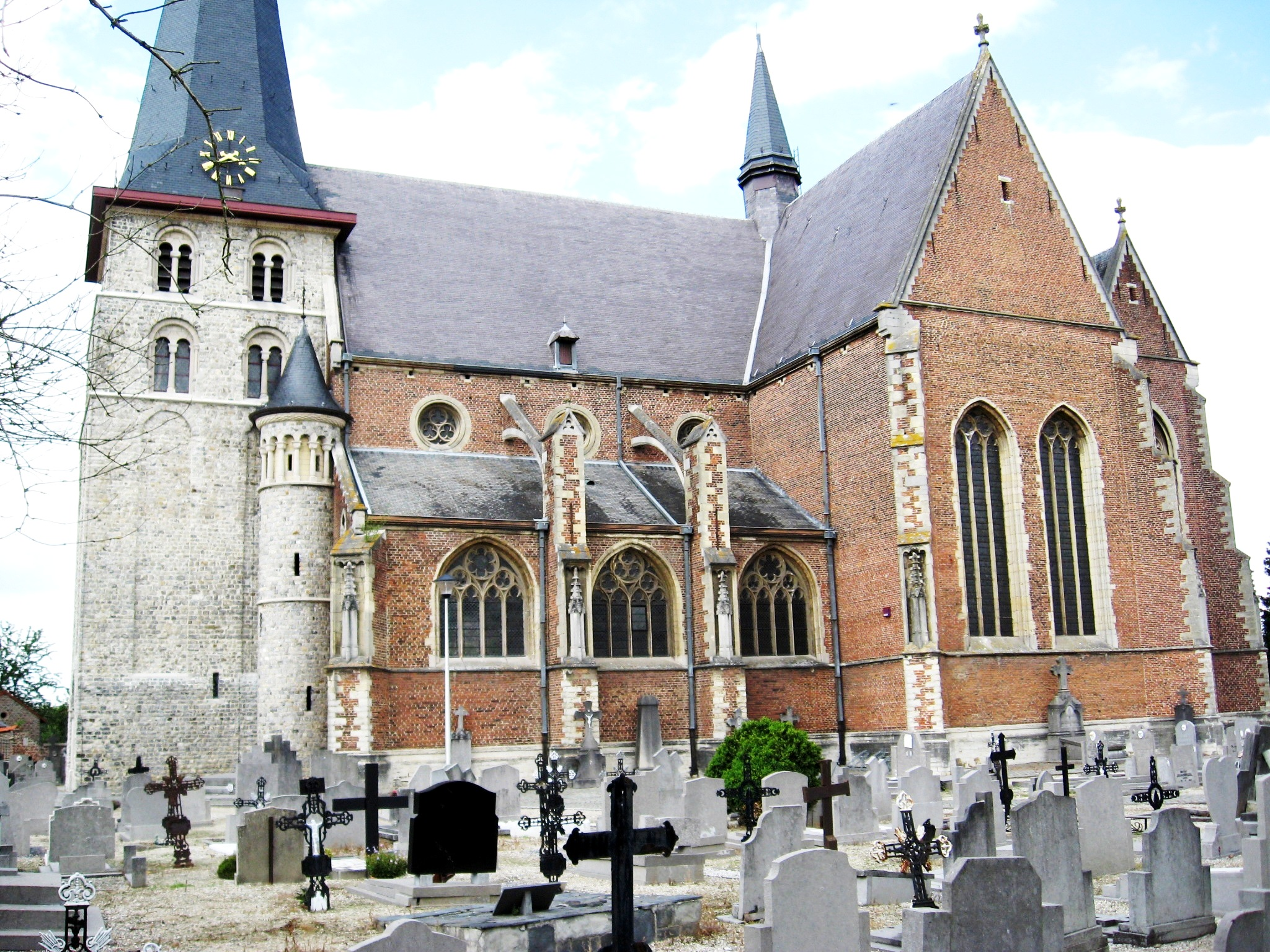
Sint-Genovevakerk

De Sint-Genovevakerk is de parochiekerk van Zepperen, gelegen aan het Sint-Genovevaplein.

## Geschiedenis
Reeds omstreeks 650 zou er een aan Sint-Genoveva gewijde kapel in Zepperen hebben gestaan. Omstreeks deze tijd zou Sint-Trudo bisschop Remaclus in Zepperen hebben ontmoet, zoals wordt beschreven in de Vita Sancti Trudonis uit omstreeks 775, waarin sprake was van een dergelijke kapel. Hier zou Trudo gebeden hebben, waarop Remaclus hem naar Metz zond om een priesterstudie te volgen.
De toren werd gebouwd in de 12e eeuw en is in Romaanse stijl. De huidige kerk, gebouwd in Demergotiek, werd tussen 1430 en 1509 gebouwd, en gerestaureerd van 1860-1906. Reeds in 1935 werd de kerk beschermd als monument. In 1983 werd ook de omgeving van de kerk beschermd als dorpsgezicht. Het patronaatsrecht van deze parochie berustte in het feodale tijdvak bij het Kapittel van Sint-Servaas te Maastricht.

## Gebouw
De vierkante westtoren in Romaanse stijl heeft drie geledingen en is gebouwd in silex. Het portaal is neoromaans en stamt uit het einde van de 19e eeuw. Ook het ronde traptorentje rechts van de toren is neoromaans en later toegevoegd, waarbij het materiaal van de toren werd gebruikt. De toren wordt gedekt door een ingesnoerde naaldspits.
De kerk is een driebeukige bakstenen kruisbasiliek in Demergotiek. Hoekbanden en dergelijke werden uitgevoerd in mergelsteen. De kerk is groot voor een dergelijk klein dorp, omdat ze een vooruitgeschoven bezitting was van het Kapittel van Sint-Servaas.

## Interieur
Van belang zijn de laatgotische muurschilderingen (1509) in het zuidelijke transept: Een Laatste Oordeel, een Sint-Christoffel en elf taferelen uit het leven van Sint-Genoveva. Deze werden ontdekt tijdens de restauratie, in 1898, toen het pleister werd verwijderd waarmee ze waren overgeschilderd.
Verdere kerkschatten zijn schilderijen als Thomas van Aquino (2e helft 16e eeuw), Hubertus (eind 17e eeuw), een bisschop (1e helft 18e eeuw), Aanbidding der herders (eind 17e eeuw), Laatste Avondmaal (eind 17e eeuw), Sint-Catharina (omstreeks 1600). Een altaarstuk, Sint-Genoveva betreffende, heeft zijpanelen uit ongeveer 1500 en het middenpaneel werd eind 19e eeuw vervaardigd. Ook is er een piëta in gepolychromeerd hout uit ongeveer 1500 en een laatgotisch triomfkruis.
De glas-in-loodramen zijn van 1902 en 1922 in neogotische stijl. Ook de preekstoel is neogotisch. Het hoofdaltaar is neoromaans.